# 小海雀
，是鸻形目海雀科的一种鸟类。
小海雀体重约83.99克，翼长约94.4毫米，嘴峰长约15毫米，喙宽度约5毫米，喙厚度约6.4毫米，跗蹠长约19毫米，尾长约27毫米。小海雀是候鸟，其栖息在开放的海洋及海岛环境中，为肉食性动物，主要以水生动物为食。
小海雀在东西伯利亚和西阿拉斯加繁殖；在日本北部越冬。该物种是单型物种，没有亚种分化。